# Premios Tu Mundo 2013
 (février 2019).
Si vous disposez d'ouvrages ou d'articles de référence ou si vous connaissez des sites web de qualité traitant du thème abordé ici, merci de compléter l'article en donnant les références utiles à sa vérifiabilité et en les liant à la section « Notes et références ».
Premios Tu Mundo 2013 est la deuxième cérémonie annuelle de remise de prix produite par Telemundo et diffusée en direct le 15 août 2013 au American Airlines Arena à Miami, en Floride. Elle a été animée par Gaby Espino et Aarón Diaz. Le vote des candidats a débuté le 26 juin et s'est terminé le 24 juillet. Les finalistes ont été annoncés le 31 juillet et les gagnants ont été annoncés le 15 août 2013.

## Autres prix spéciaux
- Prix Mero Mero - Rafael Amaya
- Prix de la puissance musicale - Daddy Yankee
- Prix ALMA de votre monde - Eva Longoria
- Prix Favori de la nuit - Gaby Espino